# Karel Cífka
Karel Cífka, v dobových pramenech někdy uveden jako Karel Cívka (2. září 1871 Srbeč – podzim 1930 Praha), byl český dělník, československý politik a meziválečný senátor Národního shromáždění.

## Biografie
Narodil se v Srbči rolníku Josefu Cífkovi a jeho ženě Františce, rozené Somolové. Původní profesí byl dělník - nedoučený truhlářský pomocník. Brzy vstoupil do České strany sociálně demokratické. Vystoupil z katolické církve a v roce 1897 se po civilním sňatku s Josefou Staňkovou usadil v Praze na Novém Městě. Téhož roku 1897 se stal činovníkem strany a administrativním pracovníkem časopisu Sociální demokrat. Po roce 1914 povýšil na místo úředníka okresní nemocenské pokladny v Praze.
V parlamentních volbách v roce 1920 získal za Československou sociálně demokratickou stranu dělnickou senátorské křeslo v Národním shromáždění, kde zasedal do roku 1925.
Zemřel na podzim roku 1930 na pražské klinice profesora Pelnáře.